# Parastrangalis bisbidentata
Parastrangalis bisbidentata är en skalbaggsart som beskrevs av Holzschuh 2007. Parastrangalis bisbidentata ingår i släktet Parastrangalis och familjen långhorningar. Inga underarter finns listade i Catalogue of Life.